# Baix Penedès
Il Baix Penedès (che in catalano significa "Basso Penedès", con riferimento all'omonima regione; in spagnolo Bajo Penedés) è una delle 41 comarche della Catalogna, con una popolazione di 79.967 abitanti; suo capoluogo è El Vendrell.
Amministrativamente fa parte della provincia di Tarragona, che comprende 10 comarche.

## Municipi
| Comune                  | superficie | popolazione | densità  |
| ----------------------- | ---------- | ----------- | -------- |
| Albinyana               | 19,37      | 2.275       | 117,45   |
| Arboç, l'               | 14,09      | 5.441       | 386,16   |
| Banyeres del Penedès    | 12,21      | 2.945       | 241,20   |
| Bellvei                 | 8,27       | 2.005       | 242,44   |
| La Bisbal del Penedès   | 32,54      | 3.397       | 104,39   |
| Bonastre                | 24,97      | 657         | 26,31    |
| Calafell                | 20,40      | 24.265      | 1.189,46 |
| Cunit                   | 9,74       | 12.279      | 1.260,68 |
| Llorenç del Penedès     | 4,64       | 2.185       | 470,91   |
| Masllorenç              | 6,55       | 532         | 81,22    |
| El Montmell             | 72,76      | 1.431       | 19,67    |
| Sant Jaume dels Domenys | 24,45      | 2.388       | 97,67    |
| Santa Oliva             | 9,65       | 3.240       | 335,75   |
| El Vendrell             | 36,82      | 35.821      | 972,87   |